# Meloria
Meloria es un islote rocoso, rodeado de un banco, frente a las costas de la Toscana, en el Mar de Liguria, casi frente a Livorno. Fue el escenario de dos batallas navales de la Edad Media.
La  primera batalla de Meloria, el 3 de mayo de 1241, se libró entre la flota del emperador Federico II, apodado Stupor Mundi, en alianza con Pisa, en contra de una escuadra genovesa y terminó con una victoria de Pisa e imperial.
La segunda batalla, librada el domingo 6 de agosto de 1284, fue de mayor importancia histórica. Por lo general, se le conoce como "Batalla de Meloria". Fue una típica guerra maritíma medieval, y tuvo como resultado la ruina de Pisa como potencia naval, en favor de Génova.
En la isla se puede observar una torre de unos diez metros que recuerda a una bóveda de arista, aunque los arcos parecen de origen musulmán. Fue creada durante la Edad Media y se puede visitar, aunque hay que pedir permiso para partir desde Livorno hasta la isla. El islote está cerca de otro parecido, en el que hay un faro.